# Сапега, Кшиштоф Стефан
Кшиштоф Стефан Сапега (пол. Krzysztof Stefan Sapieha, бел. Крыштап Стэфан Сапега, 1590 — 9 апреля 1627), Дубровляны) — государственный деятель Великого княжества Литовского, писарь великий литовский (1621—1627), староста вильковский, лидский (с 1614 года) и мстиславский (с 1621 года).

## Биография
Представитель чарейско-ружанской линии магнатского рода Сапег герба «Лис», младший сын подкомория оршанского Григория Ивановича Сапега (ум. 1600) и Софии Стравинской (ум. до 1611). Старший брат — каштелян витебский и чашник великий литовский Александр Даждьбог Сапега. Племянник великого канцлера литовского Льва Ивановича Сапеги.
После рождения крещён в кальвинизм. В 1603-1605 годах вместе с двоюродным братом Яном Станиславом Сапегой учился в иезуитском коллегиуме в Бранево, где перешел в католичество. Продолжил образование в Вюрцбургу, Франкфурт-на-Майне и Париже. В 1608 году вернулся из-за границы на родину.
В 1609-1611 годах Кшиштоф Стефан Сапега участвовал в осаде польско-литовской армией Смоленска во время русско-польской войны (1609—1618). В 1613 и 1616 годах избирался послом на сеймы, в 1617 году стал маршалком Трибунала Великого княжества Литовского. В 1614 году получил во владение лидское староство, а в 1621 году — мстиславское. В том же 1621 году был назначен писарем великим литовским.

## Семья
В 1619 году женился на княжне Анне Головчинской (ум. 1643), дочери воеводы мстиславского, князя Александра Головчинского (ок. 1570—1617) и Эльжбеты (Гальши) Волович. Дети:
- Николай Кшиштоф Сапега (1613—1639), староста вильковский и писарь польный литовский